# 福州市市长列表
下表列出历任福州市市长：

## 中华民国主政时期
- 福州市政筹备处处长
  - 林有壬，1942年4月-1943年4月在任。
  - 段志坚，1943年4月-1943年6月在任。
  - 郭　燊，1943年6月-1943年9月在任。
  - 黄澄渊，1943年9月-1944年12月在任。
  - 黄曾樾，1944年12月-1945年12月在任。
- 福州市市长
  - 黄曾樾，1944年12月-1945年12月任代市长。
  - 严灵峰，1946年1月-1948年8月在任。
  - 何　震，1948年9月-1949年8月在任。

## 日本帝國主政时期
- 福州市政委员会委员长
  - 王之纲，1944年12月-1945年5月在任[1]。

## 中华人民共和国主政时期
- 福州市人民政府市长
  - 韦国清，1949年8月－1950年1月在任。
  - 许　亚，1950年1月－1956年12月在任。
- 福州市人民委员会市长
  - 许　亚，1955年12月－1956年12月在任。
  - 张继中，1956年12月－1968年8月在任。
- 福州市革命委员会主任
  - 贺梦先，1968年8月－1970年12月在任。
  - 彭允太，1970年12月－1973年3月在任。
  - 袁　改，1973年3月－1977年12月在任。
  - 蔡良承，1977年12月－1980年2月在任。
- 福州市人民政府市长
  - 游德馨，1980年2月－1984年3月在任。
  - 洪永世，1984年6月－1993年2月在任。
  - 金能筹，1993年2月－1995年5月在任。
  - 翁福琳，1995年5月－2001年9月在任。
  - 练知轩，2001年9月－2005年11月在任。
  - 郑松岩，2005年11月－2009年6月在任。
  - 苏增添，2009年6月－2011年9月在任。
  - 杨益民，2011年9月－2016年8月在任。
  - 尤猛军，2016年8月－2021年8月在任。[2][3]
  - 吴贤德，2021年8月－现任。[4]